# Helspont
Helspont es un personaje de ficción, un antiguo supervillano en Wildstorm 's cómics que fue trasplantado al Universo DC. Además de los WildC.ATs, también ha luchado contra Team One, Gen¹³, Backlash, y después cuando llega al Universo DC,contra Superman.

## Biografía
Puede que no lo parezca, pero Helspont es un Daemonite, una raza de alienígenas cosechados para servir al Kherubim. Los Daemonites se rebelaron y comenzaron la guerra Kherubim / Daemonite. Helspont se convirtió en un comandante militar en algún momento durante esta guerra y estaba a bordo en la nave Daemonite que se estrelló en la Tierra hace miles de años. Él, junto con los otros dos Daemonites sobrevivieron y Helspont se llevó el título de Gran Señor y se convirtió en un líder de los demás Daemonites. Helspont controlaba a la mayor parte de los Daemonites pero los otros Altos Señores (Defile y Hightower) se convirtieron en sus enemigos, cada uno con su propio plan para apoderarse o destruir a la Tierra. 

## The New 52
Tras los acontecimientos de Flashpoint, Helspont y los Daemonites forman parte de New 52. Hace casi cuatro mil años, el príncipe Daemonite Artus regresó al castillo de su madre y llevaba el cuerpo de su esposa muerta, víctima de lo que él cree es la disminución genética de sus especies. La combinación de ADN Daemonite con otras especies dio como resultado de la propagación de las deficiencias autoinmunes, como el cáncer, había mayores tasas de mortalidad infantil y Artus creía que esto debilitaba a su raza. Como resultado de esto, fue arrojado fuera de los tribunales por su madre, a la vez que él juró que iba a regresar a su pueblo a su lugar apropiado como conquistadores del universo. Tomando el nombre de Helspont, miedo Artus fundó 'pueblos' causando que él fuera encarcelado en The Eye, lo que eventualmente se convertiría en la sede de Stormwatch. 
Unos 4.000 años más tarde, cuando Harry Tanner provocó una explosión que destruyó The Eye, la celda de Helspont se estrelló en la Tierra, en el Himalaya. Helspont, ahora libre, estableció una nueva base y se enfrentó a Superman, quien destruyó su base. Entonces, se declara como villano y envía un asalto a gran escala contra Superman y otros héroes alienígenas como Starfire y Hawkman, tratando de reclutarlos, durante la cual se admite que nunca tuvo la intención destruir la tierra o ver a Superman muerto. 
Antes de desaparecer, Helspont mencionó "Jor-El", dejando a Superman a contemplar el alto riesgo de una futura invasión de Helspont.

## Poderes
El cuerpo de Helspont ha mostrado una fuerza sobrehumana y durabilidad, comparable al de Mister Majestic. Además, Acurian le da enormes poderes psíquicos incluyendo la telequinesis y ataques mentales, así como explosiones de energía. Helspont tiene la capacidad de cambiar su forma, puede ser como un humano normal, pero esto puede ser una ilusión telepática en lugar de un poder físico. Al igual que todos los Daemonites, puede poseer organismos de acogida a voluntad, aunque hacerlo significaría tener que renunciar a su poderoso cuerpo con Acurian. Es de suponer que puede tomar la forma de su verdadera forma Daemonite, sin embargo, él siempre aparece en su forma Acurian. Como Daemonite, Helspont tiene acceso a la tecnología altamente avanzada. Como Gran Señor de todos Daemonites en la Tierra, puede mandar a decenas de Daemonites a hacer su voluntad. Hay Daemonites que no le obedecen, como Lord Defile y Hightower.